# واتارو هاشيموتو
واتارو هاشيموتو (باليابانية: 橋本 和) (14 سبتمبر 1986 في ناغاهاما في اليابان – )؛ هو لاعب كرة قدم ياباني سابق كان يلعب كمدافع.

## وصلات خارجية
- واتارو هاشيموتو على موقع الاتحاد الدولي (مؤرشف)  (الإنجليزية)
- واتارو هاشيموتو على موقع رابطة كرة القدم اليابانية للمحترفين (اليابانية)
- واتارو هاشيموتو على موقع قاعدة بيانات كرة القدم.إي يو (الإنجليزية)
- واتارو هاشيموتو على موقع Soccerway.com (الإنجليزية)
- واتارو هاشيموتو على موقع عالم كرة القدم.نت (الإنجليزية)
- واتارو هاشيموتو على موقع كووورة